# انسان در برابر طبیعت

انسان در برابر طبیعت (به انگلیسی: Man vs. Wild) یک برنامه تلویزیونی است که توسط شبکه تلویزیونی دیسکاوری با مجری گری بر گریلس تهیه شده است که پیرامون نجات در موقعیت‌های حیاتی در طبیعت شکل می‌گیرد.

## قسمت ها
| فصل | فصل   | قسمت‌ها | شروع فصل        | پایان فصل       |
| --- | ----- | ------ | --------------- | --------------- |
|     | فصل ۱ | ۱۵     | ۱۰ مارس ۲۰۰۶    | ۲۰ ژوئیه ۲۰۰۷   |
|     | فصل ۲ | ۱۳     | ۱۱ سپتامبر ۲۰۰۷ | ۶ ژوئن ۲۰۰۸     |
|     | فصل ۳ | ۱۰     | ۶ اوت ۲۰۰۸      | ۲ ژوئن ۲۰۰۹     |
|     | فصل ۴ | ۱۱     | ۱۲ اوت ۲۰۰۹     | ۱۷ فوریه ۲۰۱۰   |
|     | فصل ۵ | ۶      | ۱۹ ژوئن ۲۰۱۰    | ۲۲ سپتامبر ۲۰۱۰ |
|     | فصل ۶ | ۶      | ۱۷ فوریه ۲۰۱۱   | ۲۴ مارس ۲۰۱۱    |
|     | فصل ۷ | ۵      | ۱۱ ژوئیه ۲۰۱۱   | ۲۹ نوامبر ۲۰۱۱  |